# Jean-Luc Fillon

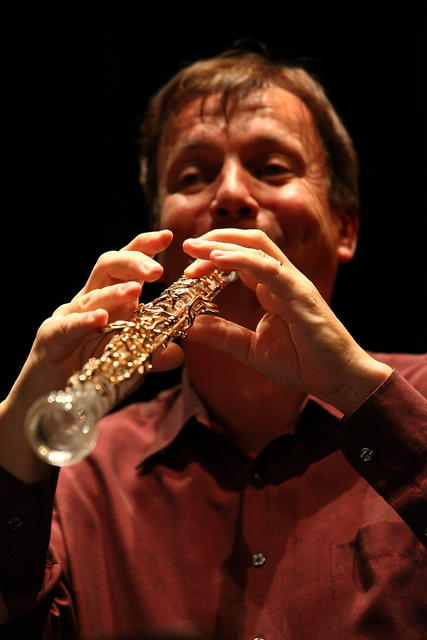
Jean-Luc Fillon (2011)

Jean-Luc Fillon ist ein französischer Multiinstrumentalist (Oboe, Englisch Horn, Kontrabass, Bassgitarre) der auch als Dirigent und Komponist tätig ist. Fillon hat die Oboe, die in den letzten Jahrzehnten weitgehend auf die Klassik beschränkt war, für die improvisierte Musik (wieder)entdeckt und dabei einen neuen Klang im Jazz kreiert.

## Leben und Wirken
Fillon studierte Klassische Musik und Oboe zunächst an den Konservatorien von Aubervilliers und Versailles, bevor er auf das Pariser Konservatorium wechselte. Er wurde auf dem Kammermusikwettbewerb von San Sebastian ausgezeichnet und studierte zudem Improvisation und Komposition am Centre d’informations musicales in Paris.
Zwischen 1987 und 1991 war er als Solo-Oboist im Orchestre Symphonique d’Europe tätig. 1991 gründete er sein Jazzogène Orchestra, mit dem er mehrere Tonträger einspielte und auf den Jazzfestivals von Vienne und Besançon mit Antoine Hervé, Lauren Newton, Claudio Pontiggia und Franck Tortiller auftrat. 1996 bewegte er sich mehr in Richtung World Jazz und gründete das Trio Coyoakan; mit dem Sextett Alborada widmete er sich der Weltmusik. 1998 und 2000 ging er mit Bob Mintzer auf Tournee. Weiterhin trat er mit Nguyên Lê, Pierre Blanchard, Lauren Newton, Claudio Pontiggia, Yves Torchinsky und Pierre-Marie Bonafos auf.
Seit 2001 schrieb Fillon zahlreiche Kompositionen, die das Sprungbrett für Improvisationen auf der Oboe und dem Englisch Horn darstellten und teilweise auch vom Orchestre National de Jazz unter Leitung von Paolo Damiani vorgestellt wurden. 2002 nahm er seine Kompositionen mit Denis Leloup, Pierre Blanchard und Joël Grare auf; das resultierende Album Oboa war erfolgreich. Mit seinem De L'air quartet (mit Carole Hémard, Yves Torchinsky und Xavier Dessandre) folgte das Album Flea Market. Er ging international auf Tournee und trat in den USA auch gemeinsam mit den Fagottisten Paul Hanson und Michael Rabinowitz auf. Weitere Alben folgten; im Projekt Oborigins arbeitete er mit João Paulo und Jarrod Cagwin sowie Michel Benita. In sein Trio Echoes of Freedom (mit François Méchali und Barry Altschul) holte er 2012 Mark Feldman.
Auch spielte er im Newance Quartet von Glenn Ferris (mit Jeff Boudreaux und Michel Benita) und in Claude Barthélemys Projekt Lieder. Weiterhin ist er auf Alben von Patrice Caratini zu hören.
2001 wurde er als Hochschullehrer an das Konservatorium von Cergy-Pontoise berufen.

## Diskographische Hinweise
- Jazzogène: L’instant d’après (1991)
- Jazzogène: Rhapsody in Blue (1993, mit Georges Rabol)
- Jazzogène: Manhattan Rhapsody (1998)
- Coyoakan: Changes (1999)
- Oboa (2003, mit João Paulo und Carlo Rizzo)
- Flea Market (2004)
- Echoes Of Ellington (2006, mit Glen Ferris, João Paulo, Jean-Jacques Avenel, Tony Rabeson)[3]
- Oborigins (2008)[4]
- On the Reed …Again! (2009)
- Jean-Luc Fillon & Didier Ithursarry: Oboréades (2012)
- Choros do Brasil (2013)
- Oboman Plays Cole Porter: Begin the Night… (2014)